# 埃内斯托·马丁内斯
埃内斯托·马丁内斯（西班牙語：Ernesto Martínez，1951年11月20日—2007年1月7日），古巴男子排球运动员。他曾代表古巴参加1972年、1976年和1980年夏季奥林匹克运动会排球比赛，其中1976年奥运会获得一枚铜牌。